# میکو کولهماینن
میکو کولهماینن (انگلیسی: Mikko Kolehmainen؛ زادهٔ ۱۸ اوت ۱۹۶۴) قایقران کانو اهل فنلاند است.